# The Chronicles of Narnia: The Voyage of the Dawn Treader
The Chronicles of Narnia: The Voyage of the Dawn Treader (рус. Хро́ники На́рнии: Покори́тель зари́») — мобильная игра в жанре экшена и квеста, изначально разрабатываемая компанией Nihilistic Software для платформ PlayStation 3, Xbox 360 и Wii по мотивам одноимённого фильма компаний 20th Century Fox и Walden Media. Но после выбывания компании Walt Disney Pictures из проекта разработка была приостановлена и после перехода прав на создание фильма к компании 20th Century Fox возобновлена их дочерней компанией Fox Digital Entertainment. Выход игры приурочен к выходу самого́ фильма — 10 декабря 2010 года. Издателем выступила известная в мире мобильных игр компания Gameloft.

## Сюжет
Эдмунд Певенси и Люси Певенси вместе со своим вредным братцем Юстэсом Вредом оказываются затянутыми в картину и переносятся на фантастический нарнийский корабль, направляющийся на самый край света. Вновь объединившись со своим другом-королём Каспианом X и мышью-воином Рипичипом, они пускаются в таинственное путешествие к Одиноким Островам и далее. В этом околдовывающем плавании, которое испытает их сердца и дух, троица встретится с магами-шерстелапами, зловещими работорговцами, ревущими драконами и зачарованным морским народцем. И только одно никак не отмеченное путешествие в Страну Аслана — судьбоносное путешествие и преображение каждого, кто находится на борту «Покорителя зари», — может спасти Нарнию и всех её удивительных существ от неотвратимой судьбы.

## Игровой процесс
Игрок может выбрать одного из трех героев Каспианa, Люси или Эдмундa. Далее действия игры разворачиваются, как в фильме, с обширными диалогами, и прологами после каждого уровня.

## Консольная версия
В связи с тем, что компания Walt Disney Pictures покинула проект Хроники Нарнии: Покоритель Зари в 2008—2009 году. Nihilistic Software прекратили создание PC , PS3, Xbox360, Wii версий игры, позже была возобновлена Fox Digital Entertainment вышла в 2010 году.